# Ctimene spilognota
Ctimene spilognota är en fjärilsart som beskrevs av Louis Beethoven Prout 1931. Ctimene spilognota ingår i släktet Ctimene och familjen mätare. Inga underarter finns listade i Catalogue of Life.